# عضديات الأرجل
عضديات الأرجل أو ذراعيات الأرجل (الاسم العلمي: Brachiopoda) من اليونانية (βραχίων = brakhýs = ذراع) + (πούς = podós = قدم). ,هي شعبة من الحيوانات البحرية لها قوقعات صلبة (صدفات) على الوجهين العلوي والسفلي، على عكس تموضعها يمينا ويسارا لدى الرخويات أسفينية القدم.
عضديات الأرجل Brachiopoda كثيرات الخلايا بحرية، أغلبها قعرية عرفت منذ الكمبري لحد الآن. هي حيوانات تعيش داخل قوقعة ذات طبيعة كلسية أو فسفاتية أو كيتينية. القوقعة مكونة من مصراعين يفرزهما البرنس الذي يلف جسم الحيوان. عضديات الأرجل تكون غالبا مثبتة أما بواسطة رجيلة تخرج من القوقعة البطنية أو مباشرة بالتحام أحد المصراعين على الصخر أو بواسطة الأشواك أو نتوءات. تتغذى هذه الحيوانات على المتعضيات المجهرية التي تحملها التيارات الداخلة التي تحدثها حركة الأهداب المثبتة على جهاز خاص يدعى اللوفوفور Lophophore.

## الأجزاء الأساسية لعضديات الأرجل
1)القوقعة La coquille:
مكونة من مصراعين غير متساويين عموما: مصراع بطني كبير حامل للرجيلة والثاني ظهري صغير. ينتهي كل مصراع بعقفة أو منقار أكثر وضوحا في المصراع البطني.
يكون المصراعين مستقلين متحدين فقط بواسطة عضلات خاصة ======> عضديات الأرجل اللامتمفصلة .
أو يكون المصراعين متحدين بواسطة مفصلة =========> عضديات الأرجل المتمفصلة .
2)المفصلة La charnière:
تكون المفصلة عمودية على خط تناظر الحيوان. تدعى منطقة تمفصل المصراعين الخط السني وقد تكون قصيرة ومنحنية أو طويلة ومستقيمة. المساحة التي توجد بين الخط السني والعقفة تسمى الفسحة وهي مثلثة الشكل عموما ملساء أو بها خطوط موازية للخط السني.
في الأشكل البسيطة الرجيلة تخرج بين العقفتين بدون فتحة خاصة =======> عديمات الثقب
في حالات أخرى تكون هناك فتحة تمر منها الرجيلة تقع تحت العقفة ======> حديثات الثقب
3)الجهاز العضدي Le brachidium:
هو جهاز خاص يحمل اللوفوفور، يثبت في القسم الخلفي الداخلي للمصراع الظهري ويختلف شكله حسب درجة تطور المجموعات .

## التاريخ الجيولوجي لعضديات الأرجل
وجدت أول أفراد عضديات الأرجل في صخور الكمبري لكن يعتقد أنها ظهرت من قبل الكمبري وكانت القوقعة ذات طبيعة كيتينية لذلك لم تحفظ على شكل مستحاثات. عضديات الأرجل التي ظهرت في الكمبري كانت بدائية وأغلبها غير متمفصلة. خلال الأردوفيسي تمايزت أغلب الفصائل وعددها 14 . منها من إنقرض بسرعة حيث قاومت 8 فصائل حتى البرمي وبقي منها فقط 4 فصائل لحد الآن.
عضديات الأرجل وصلت لقمة تطورها خلال الطورين الديفوني والسيلوري. وفي نهاية البرمي تنقرض أغلب العائلات ويرجع العلماء هذا إلى عدم تأقلم عضديات الأرجل مع التحولات المستمرة لظروف الحياة مقارنة مع الرخويات.

## التصنيف
- شعيبة مخطميات الشكل
  - طائفة المخطمانية
    - رتبة المخطميات
      - فوق فصيلة †المخطمينات
        - فصيلة †المخطمات
          - أسرة †المخطماوات
            - جنس †المخطمة

    - رتبة †الملولبيات
      - رتيبة †ملولبينات وأشباهها
        - فوق فصيلة †الملولبينات
          - فصيلة †الملولبات
            - جنس †الملولبة